# 昆多夫
昆多夫（發音：[ˈkvɛnˌdɔʁf]）是德国下萨克森州本特海姆伯国县的市镇，面积14.13平方千米，2023年12月31日人口为630人。